# Kapuzinerkloster Regensburg

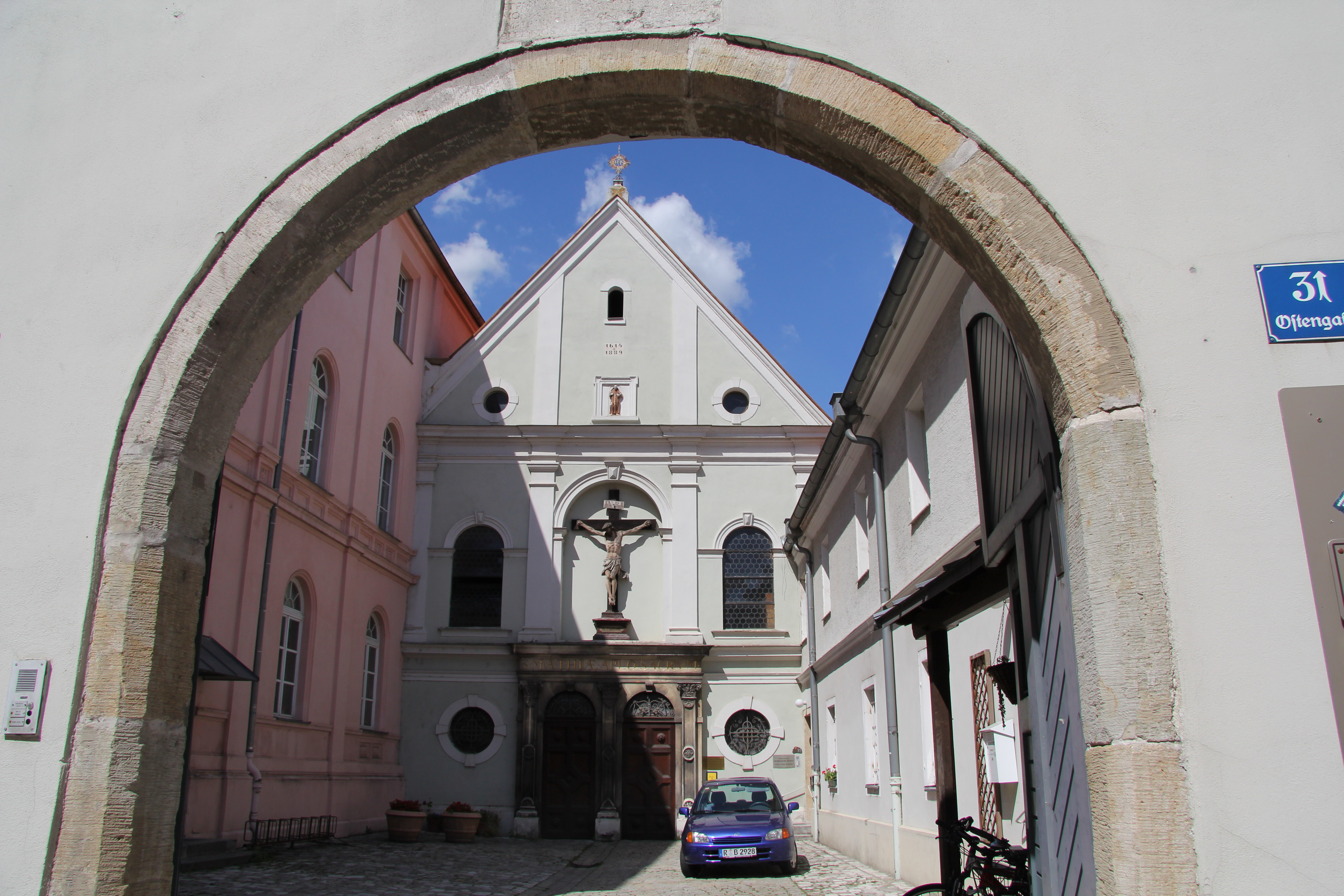
Klosterkirche St. Matthias vor 2014

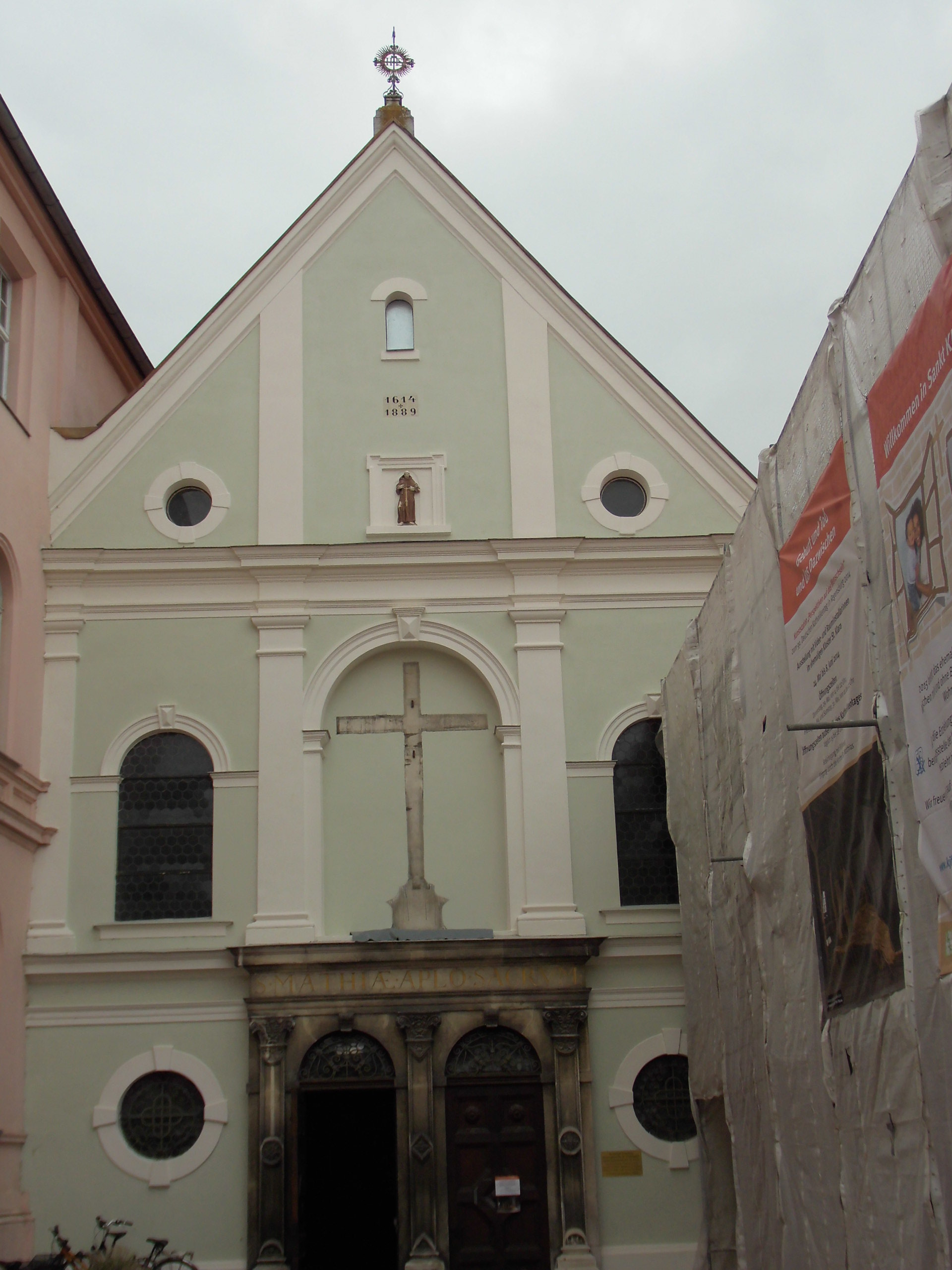
Haupteingang und Giebel Mai 2014

Das Kapuzinerkloster Regensburg ist ein ehemaliges Kloster in Regensburg in Bayern in der Diözese Regensburg.

## Geschichte
Das Kloster der Kapuziner in der Ostengasse 31 wurde 1613 auf Anregung von Kaiser Matthias im Zuge der Gegenreformation erbaut. Mit der Ansiedlung der Kapuziner wollte der Kaiser seine Bemühungen zum Ausgleich der Konfessionen in Regensburg unterstützen. Gegen den Willen des protestantischen Rates der Stadt gelang es dem Kaiser, die Äbtissin von Stift Niedermünster zu veranlassen, den stifteigenen Weingarten in der Ostengasse nahe beim Ostentor für den Bau eines Kapuzinerklosters abzutreten. Am 10. Oktober 1613 legte der Kaiser selbst den Grundstein zum Bau des Klosters, leistete einen namhaften Beitrag zum Bau der Kirche und stiftete ihren Hauptaltar. Der Bau des Klosters, das von einer Ringmauer umgeben war, wurde bereits im Folgejahr 1614 beendet, wie es zwei später im Boden aufgefundene Grenzsteine bezeugen.
Das Kloster wurde bis 1810 von den Kapuzinern aus St. Matthias genutzt und wurde dann im Zuge der Säkularisation aufgelöst. Die Gebäude wurden 1810/1811 an die Klarissen aus Sankt Maria Magdalena übergeben, deren eigene Klostergebäude am Klarenanger auf dem heutigen Dachauplatz 1809 bei der napoleonischen Beschießung im Laufe der Schlacht bei Regensburg zerstört worden waren. Die Klarissinnen konnten im Laufe des 19. Jahrhunderts die Anlage erweitern und bewohnten das Kloster bis 1974.
Nach dem Weggang der Klarissinnen wurden die Klostergebäude und das Gelände von der Stadt Regensburg erworben, die damals eine vierspurige Ost-West-Straße parallel zur Donau mit Abriss der Donaufrontbebauung an Keplerstraße und Ostengasse und die Kreuzung mit einer Nord-Süd-Straße am Donaumarkt plante. Nach der Abwehr dieser Verkehrsplanungen in den 1970er Jahren wurde von einem Abriss der Klostergebäude Abstand genommen. Nach einem teilweisen Umbau nutzte das Ostkirchliche Institut Regensburg bis 2012 den Komplex um den Kreuzgang auch für die Unterbringung orthodoxer Stipendiaten. In andere Gebäudeteile zogen Teile der städtischen Verwaltung und Jugendhilfe ein. 2010 wurde die circa 4000 m2 große Klosteranlage von der Stadt Regensburg zum Verkauf angeboten. Den Zuschlag erhielt die Unternehmensgruppe Peter Trepnau mit einem sozialen Nutzungskonzept, das von der Katholischen Jugendfürsorge der Diözese Regensburg e. V. entwickelt wurde.
Nach Abschluss der umfangreichen Sanierungs- und Umbauarbeiten 2013/14 mit Gesamtinvestitionen der Karree St. Klara GmbH von circa 13 Mio. Euro erwarb die Katholische Jugendfürsorge der Diözese Regensburg e. V. den Gebäudekomplex und nutzt ihn mit einem inklusiven Konzept für ambulantes betreutes Wohnen, Mutter-Kind-Wohnungen, bezahlbare Wohnungen auf dem freien Wohnungsmarkt und eine Erziehungsberatungsstelle. Die offizielle Einweihung der renovierten Gebäude erfolgte am 12. Juni 2015 mit Bischofsmesse und Segnung.

## Klosterkirche St. Matthias

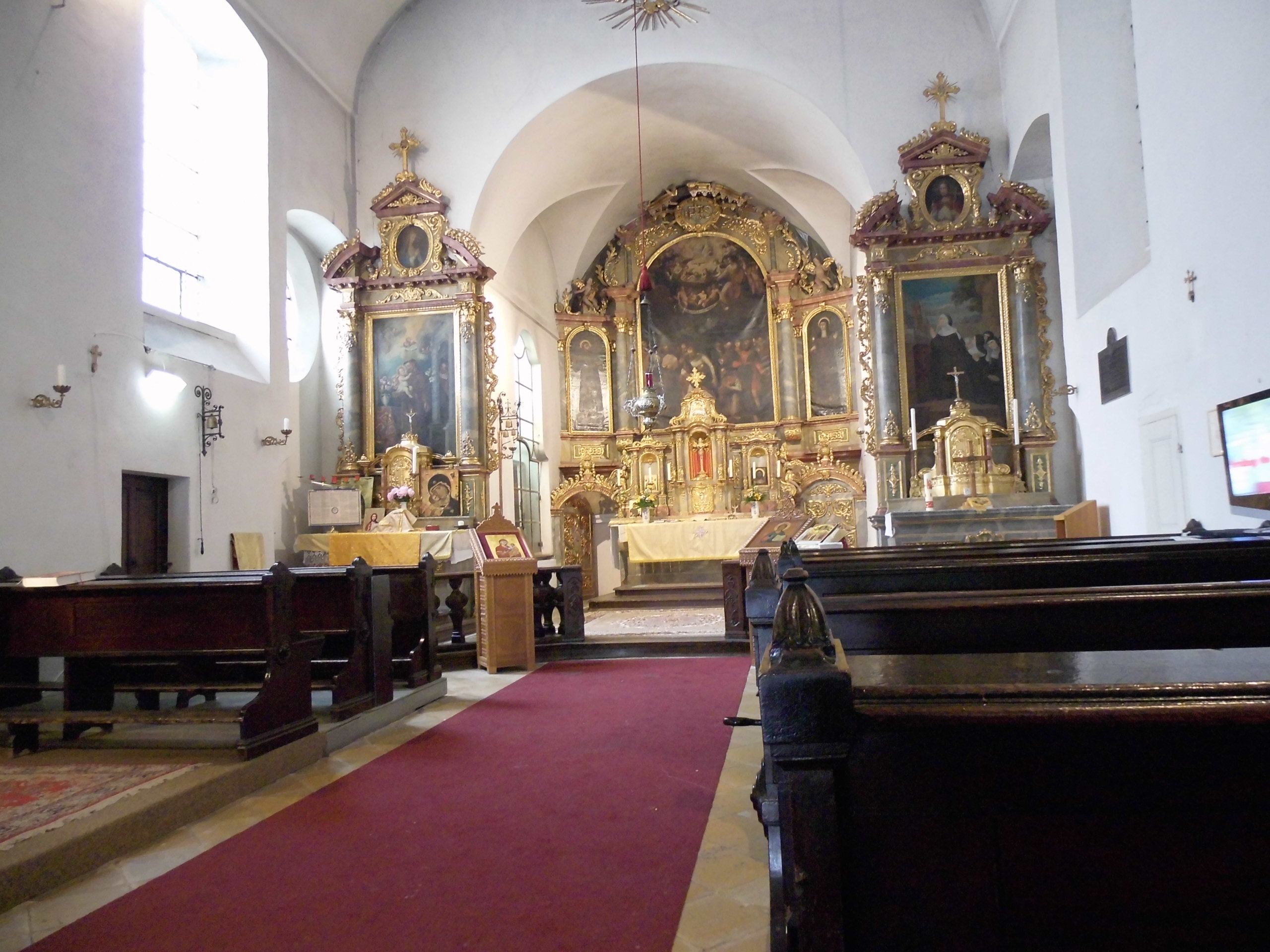
Kirchenschiff

Die Klosterkirche wurde 1615 für das Kapuzinerkloster geweiht; sie ist die einzige Matthiaskirche im Bistum Regensburg. 1620 stiftete Kaiser Matthias den Hochaltar mit dem Gemälde Berufung des Matthias.

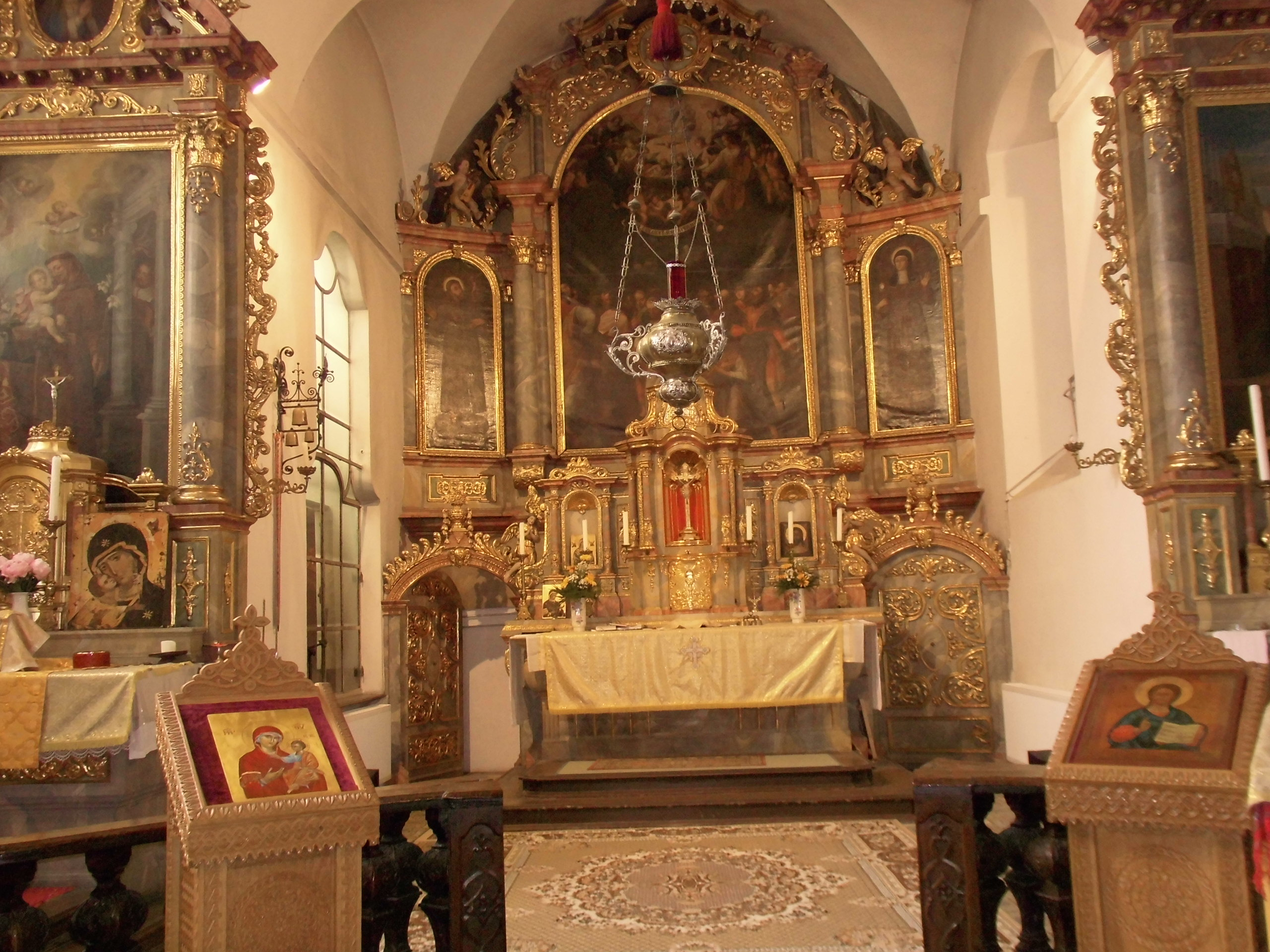
Hochaltar

1811 wurde der Saalbau erweitert für das Kloster und die Schule der Klarissen. Die Klosterkirche St. Matthias wird mittlerweile von der rumänisch-orthodoxen Kirchengemeinde Hl. Dreifaltigkeit genutzt. Im Chorraum hinter dem Hochaltar wurde 1974 durch das Ostkirchliche Institut eine Kapelle eingerichtet, die heute von der serbisch-orthodoxen Gemeinde genutzt wird.

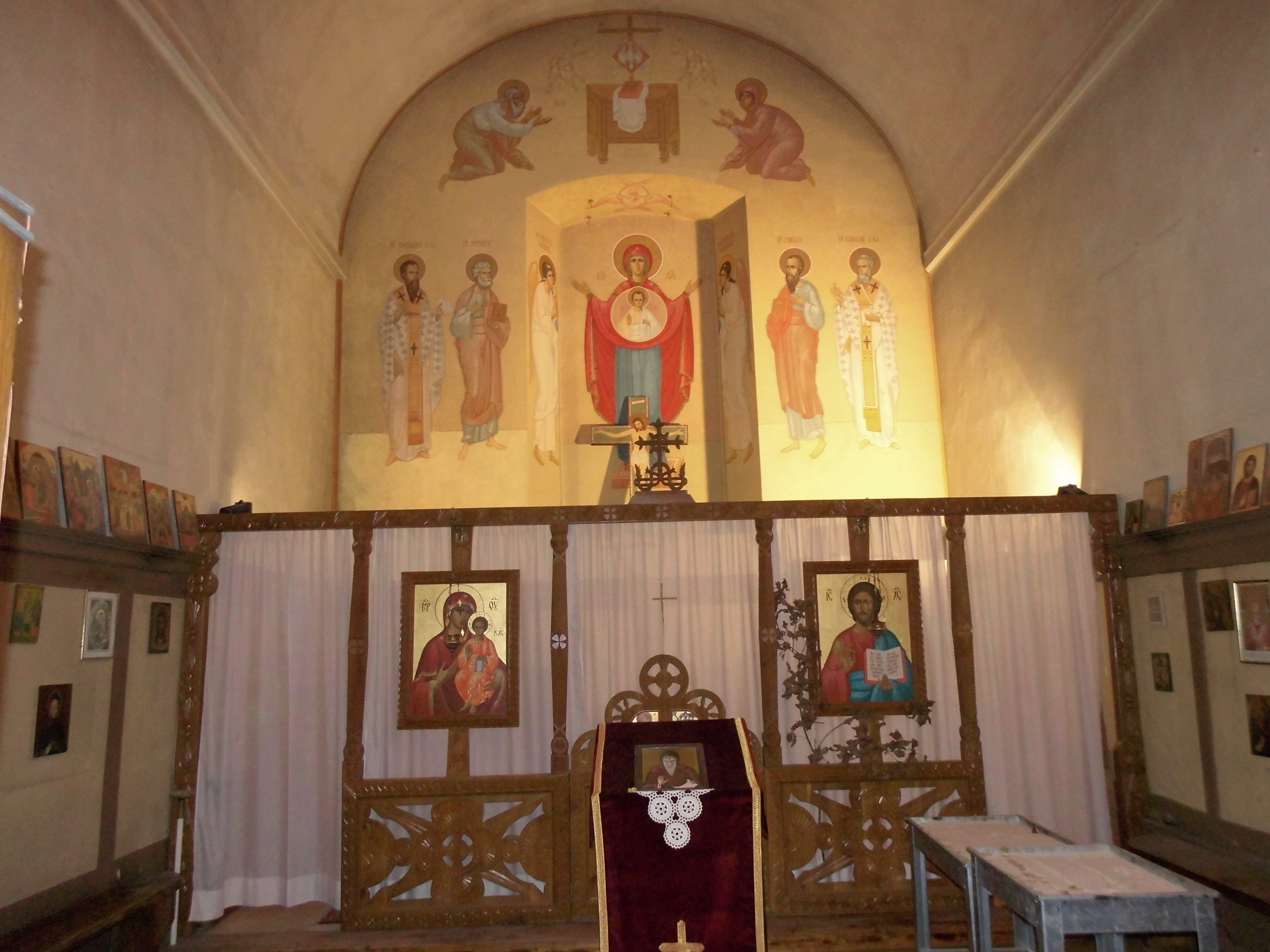
Orthodoxe Kapelle hinter dem Hochaltar

Das große Kruzifix an der Giebelseite der Kirche wurde im Jahr 2014 restauriert und hängt nun wieder an seinem ursprünglichen Platz. Das Kreuz an der linken Innenwand wurde 2013 entfernt.
in den Jahren 2022 und 2023 wurde die Kirche durch die Katholische Jugendfürsorge generalsaniert. Unmittelbar danach wurde sie wieder an die rumänisch orthodoxe Kirchengemeinde Hl. Dreifaltigkeit vermietet.